# Exmouth
För andra betydelser, se Exmouth (olika betydelser).
Exmouth är en hamnstad och civil parish i grevskapet Devon i sydvästra England. Staden ligger i distriktet East Devon vid floden Exes mynning, cirka 14 kilometer sydost om Exeter. Tätorten (built-up area) hade 34 432 invånare vid folkräkningen år 2011.